# LaVar Ball
LaVar Christopher Ball es un empresario estadounidense. Es el co-fundador y director ejecutivo de la marca de ropa deportiva Big Baller Brand, así como el fundador de la Junior Basketball Association (JBA), que ya no está activa. Es el padre de dos jugadores de la NBA: el base de los Chicago Bulls, Lonzo Ball, y el base de los Charlotte Hornets, LaMelo Ball. Su hijo mediano, LiAngelo Ball, es rapero bajo el nombre artístico de «GELO». 
Ball jugó al baloncesto y al fútbol americano mientras estudiaba en Canoga Park High School, jugando al baloncesto para la Universidad Oeste de Los Ángeles, la Universidad Estatal de Washington y la Universidad Estatal de California. También jugó al fútbol americano en la Universidad de Long Beach City una temporada. Tuvo una corta carrera profesional como ala cerrada con los London Monarchs en la NFL Europa, donde obtuvo un total de 28 yardas de retorno y cero recepciones. Fue miembro del equipo de prácticas para los New York Jets y los Carolina Panthers en 1995, pero no llegó a jugar ningún partido oficial en la Liga Profesional de Fútbol Americano. 
Tras una serie de declaraciones atrevidas en 2017, Ball comenzó a aparecer en los titulares del mundo del deporte. Sus declaraciones afirmaban que su hijo Lonzo era mejor que Stephen Curry y que podría ganarle a Michael Jordan en un uno contra uno en baloncesto. Fue sujeto a críticas y halagos mientras continuó haciendo este tipo de comentarios, algunos incluyendo a su marca, Big Baller Brand. Ball ha aparecido en múltiples ocasiones en la televisión nacional y ha sido el centro de atención de los principales medios deportivos. También ha estado en el punto de mira por criticar los equipos de sus hijos, especialmente el trato de Los Angeles Lakers hacia Lonzo, así como su discusión con el presidente de los Estados Unidos, Donald Trump, cuando LiAngelo fue arrestado en China por hurto. 

## Primeros años y carrera de baloncesto universitaria
LaVar Ball nació el 23 de octubre de 1967 en el Sur de Los Ángeles. Es hijo de Anderson y Maria Ball. Es el hijo mediano de su familia. Tiene cuatro hermanos: LaFrance, LaValle, LaRenzo y LaShon, así como dos otras hermanas. Ball asistió al Canoga Park High School en Canoga Park, Los Ángeles, donde destacó como quarterback en el equipo de fútbol americano y como ala-pívot en baloncesto. En la universidad medía 1,93 y pesaba 113 kg Aparte del deporte, Ball se graduó en justicia criminal en la universidad y quería trabajar en el Servicio de Marshals de Estados Unidos. De joven, su jugador de baloncesto preferido era Charles Barkley.
Ball comenzó a jugar baloncesto universitario en la Universidad Oeste de Los Ángeles, para la Western State Conference, en la temporada 1985-1986. Durante su primera temporada, Ball obtuvo un total de 316 rebotes, rompiendo el récord de la universidad. En el primer partido de la temporada de 1986, anotó 33 puntos y 18 rebotes contra la Universidad de Porterville. En la temporada 1986-1987, anotó una media de 22,2 puntos y 12 rebotes. Ball fue transferido a la División I de la NCAA para el Washington State, convirtiéndose en titular. En los 26 partidos con los Cougars marcó una media de 2,2 puntos, 2,3 rebotes y 1 asistencia por partido. Tras una temporada, fue transferido de nuevo a la Universidad Estatal de California, que jugaba en la División II de la NCAA. Allí jugó con tres de sus cuatro hermanos. Durante la temporada 1989-1990, Ball anotó una media de 15,8 puntos y 8,9 rebotes, pasando a formar parte del primer equipo de la California Collegiate Athletic Association.

## Carrera profesional de fútbol americano
Tras la universidad, Ball fue invitado a probar el fútbol americano, dedicándose a ello un tiempo más tarde. Tras terminar su carrera de baloncesto universitario, jugó un año al fútbol americano en la Universidad de Long Beach City como ala cerrada. El 1 de mayo de 1994, Ball firmó un contrato con los New York Jets, de la Liga Profesional de Fútbol Americano (NFL) como ala defensiva. 
Ball volvió a los Jets el 7 de marzo de 1995 como ala cerrada y fue enviado a los London Monarchs, en la NFL Europa ese mismo año. En la temporada de 1995, Ball obtuvo cero recepciones, pero tuvo 28 yardas de retorno. Según su compañero de equipo, Kenny McEntyre, Ball era «una basura».
Durante su carrera en la NFL, Ball también fue parte de los equipos de prácticas para los Jets y los Carolina Panthers, quedándose con este último hasta noviembre de 1995, pero sin jugar debido a una lesión. Su carrera en el fútbol americano terminó tras dicha lesión, retirándose para ser entrenador personal en California. 

## En los medios

### Comparaciones de atletas y declaraciones
Aunque LaVar no tenía mucha atención pública a principio de 2016, sus hijos le dieron una plataforma mediática que empezó a usar cada vez más, empezando a finales de año. En julio de 2015, Ball y sus hijos aparecieron en distintos titulares cuando Gary Parrish, de CBS Sports, publicó un reportaje sobre la familia Ball. En marzo de 2016, en una entrevista con MaxPreps, LaVar comenzó a mostrar su personalidad confiada al público. Cuando le preguntaron cómo jugaba su hijo Lonzo, lo describió como «Magic (Johnson) con sudadera» La familia empezó a hacerse cada vez más popular después de salir en la revista SLAM, en la portada de agosto de 2016 Al mismo tiempo, Ball iba haciéndose popular por sus comentarios sobre sus hijos, como el que hizo el 26 de noviembre de 2016, cuando aseguró que la Universidad de California, en donde jugaba Lonzo, ganaría el Torneo de la División I de Baloncesto Masculino de la NCAA de 2017 El 14 de diciembre, Ball predijo que sus tres hijos entrarían al Draft de la NBA tan sólo un año después de empezar el baloncesto universitario.
Muchos de los comentarios excéntricos de Ball mencionaban a jugadores famosos de baloncesto. A principios de marzo de 2017, dijo que Lonzo era mejor que Stephen Curry, el MVP de la NBA en 2015 y 2016. El jugador con más puntos de la historia de UCLA, Don MacLean, dijo que estos comentarios eran «intolerables», por lo que muchos periodistas empezaron a ridiculizar a Ball por ellos. Ball también ha dicho públicamente que cree que su hijo es «el mejor jugador del mundo», comparándolo con LeBron James y Russell Westbrook. Kyle Boone, periodista para CBS Sports, respondió diciendo: «No hay forma en el mundo en el que ahora mismo Lonzo Ball vaya a derrotar a LeBron o a Westbrook en ninguna parte del baloncesto»
El 13 de marzo de 2017, Ball dijo en una entrevista con Josh Peter, de USA Today: «En mi apogeo, habría matado a Michael Jordan en un uno contra uno», afirmando que Jordan podría hacerle una falta si saltase, y que Jordan no le pararía en un uno contra uno porque era más lento que él. Ball fue objeto de burlas por estos comentarios, teniendo en cuenta su media de 2,2 puntos por partido cuando jugaba en Washington State Sus comentarios comparándose con Michael Jordan causaron mucho revuelo en la prensa. Tras sus afirmaciones, apareció en el programa de ESPN, First Take, en el que discutió con Stephen A. Smith sobre sus comentarios sobre Jordan. Para marzo de 2020, este fragmento de vídeo tenía un total de 6 millones de visualizaciones.
En junio de 2018, Ball mencionó que también podría competir contra Kobe Bryant en un uno contra uno, pero admitió que ganaría gracias a la lesión que se hizo Kobe en 2016. En 2020, Ball dijo en el pódcast de Shannon Sharpe, Club Shay Shay, que jugaría un uno contra uno contra Jordan por 200 millones de dólares. El 3 de diciembre de ese mismo año, Bleacher Report subió un vídeo de LaVar Ball jugando contra Michael Jordan de manera simulada en el NBA 2K21. Esta simulación mostraba que Jordan habría ganado a Ball 22-3, con una ventaja de 12 puntos durante todo el partido.

### Discusión con el presidente Donald Trump
El 7 de noviembre de 2017, unos días antes de que UCLA comenzase su temporada 2017-18 en Shanghai, China, LiAngelo Ball y sus compañeros Cody Riley y Jalen Hill fueron arrestados por hurto en un centro comercial cerca de su hotel en Hangzhou. Los jugadores fueron acusados de robar unas gafas de sol de la tienda de Louis Vuitton Aunque LiAngelo se enfrentó a una multa y a una condena de entre tres y diez años en prisión si era declarado culpable, LaVar minimizó en gran medida la situación. Tras una supuesta petición del presidente de los Estados Unidos, Donald Trump, y su administración, que justo estaba en un viaje de doce días de visita por Asia, los jugadores fueron liberados.
Luego, el 15 de noviembre, Trump tuiteó: «¿Creéis que los jugadores del equipo de baloncesto de UCLA le darán las gracias al presidente Trump? ¡Casi se pasan 10 años en la cárcel!». Según una línea temporal que publicó ESPN, las autoridades chinas ya habían retirado los cargos cinco días antes de que Trump se involucrase.
El 17 de noviembre, LaVar respondió a Trump: «¿Quién? ¿Para qué estuvo ahí? No me digas nada. Todo el mundo quiere hacerlo parecer como si él me hubiese ayudado en algo». Dos días después, Trump respondió mediante una serie de tuits, calificando a Ball de «muy desagradecido» y diciendo que «debería haberlos dejado en la cárcel». El 20 de noviembre, Ball hizo una entrevista de veinte minutos con Chris Cuomo para la CNN, en la que siguió negándose a agradecer a Trump. Los días siguientes, Trump reafirmó su posición sobre la liberación de los jugadores de UCLA, afirmando que Ball era «una versión pobre de Don King» y que era «un tonto desagradecido».
Entremedias de esta discusión, LiAngelo y sus compañeros—suspendidos de manera indefinida por la UCLA—, agradecieron públicamente a Trump. La decisión causó la retirada de LiAngelo del programa de baloncesto de la UCLA, siguiendo la petición de LaVar.
El 3 de marzo de 2018, tras el reporte de ESPN confirmando que Trump no tuvo nada que ver en el incidente, Ball escribió en su cuenta de Twitter: «¿Gracias de nuevo por qué @realDonaldTrump?». Ball también mencionó que si tenía que agradecer a alguien sería al presidente chino, porque según él Trump se estaba intentando aprovechar de la familia Ball.
Tras el tuit del presidente Trump sobre LeBron James y su entrevista en CNN el 5 de agosto de 2018, Ball dijo a unos reporteros de TMZ que el presidente «era racista y que todos lo saben. No es un secreto». También animó a sus hijos a tomar una posición política en caso de que fuese necesario, a que vivan sus vidas al máximo, que tengan pasión por el deporte del baloncesto y que amen a todos los que les traten bien. Sin embargo, el 25 de febrero de 2019, mientras hablaba de la relación de los Estados Unidos con China, el presidente Trump reafirmó su postura en la situación de LiAngelo y los otros dos jugadores, afirmando que conversó con Xi Jinping sobre los jugadores, y que el asesor de LaVar no llegó a nada en sus conversaciones. Ball más tarde dijo que no iba a votar por Trump en las elecciones de 2020. Después de que Trump perdiese las Elecciones presidenciales de Estados Unidos de 2020, LaVar sugirió que Trump perdió debido a su disputa pública.

### Críticas al entrenador de los Lakers
En noviembre de 2017, Ball criticó al entrenador de Los Angeles Lakers, Luke Walton, por lo que él consideraba una mala manera de entrenar a su hijo mayor, Lonzo Ball. Ball dijo que su hijo se centraba en la victoria del equipo tras la derrota contra los Phoenix Suns, antes de afirmar que la forma de entrenamiento le estaba ablandando. Más tarde ese mismo mes, tras una derrota contra los Golden State Warriors, Ball volvió a criticar a Walton en una entrevista post-partido con ESPN. Ball dijo que no deberían haber llegado al tiempo extra y que el compañero de Lonzo, Julius Randle, debería haberle pasado el balón más a su hijo para que hubiesen ganado el partido, así como que el entrenador no debería haber pedido un tiempo muerto a finales del último cuarto. En diciembre, los Lakers implementarían una nueva normativa, apodada por los trabajadores del Staples Center como la «Regla LaVar Ball», prohibiendo a la prensa a hablar con familiares de sus jugadores en los partidos locales. El 12 de diciembre de 2017, los Lakers se reunieron con LaVar, pidiéndole que bajase el tono en sus críticas al entrenador y que ayudase a crear un entorno más positivo para el crecimiento profesional de su hijo. Sin embargo, en enero de 2018, estando en Lituania, Ball se dio cuenta de que, aunque para él los Lakers eran un buen equipo, ya no jugaban para su entrenador, obteniendo el peor resultado en la Conferencia Oeste hasta el momento. Esto hizo que Luke Walton respondiese, afirmando que los Lakers «confiaban al 100%» en sus habilidades. Otros entrenadores de la NBA como Rick Carlisle, Stan Van Gundy, Jeff Hornacek, Gregg Popovich o Steve Kerr también respondieron a LaVar. Jugadores como Kyle Kuzma salieron en defensa de Luke Walton, con Lonzo diciendo que nada iba a parar a su padre de ser como era. El 13 de enero de 2018, el dueño de los Lakers, Jeanie Buss, escribió un tuit apoyando a Walton, junto al apoyo de Rob Pelinka o Magic Johnson tras la cuarta victoria consecutiva del equipo después de los comentarios de LaVar. Sin embargo, Ball mostro cierto respeto a Pelinka y a Magic Johnson en la situación, afirmando que estaban siendo realistas con él y destacando los problemas de la industria de los medios. Ball finalizó su discusión con Walton el 13 de junio de 2018, cuando mencionó que era un buen entrenador, pero que sólo necesitaba aclarar las cosas de la temporada anterior.

## Intereses empresarios

### Big Baller Brand
Ball es el co-fundador y director ejecutivo de Big Baller Brand, una compañía de ropa deportiva que lanzó junto a Alan Foster en 2016. Sin embargo, un tiempo después se reportó que, a pesar de haber creado la compañía, LaVar tenía sólo una participación pequeña en la empresa, con su hijo mayor Lonzo siendo el mayor accionista.  Durante su auge en 2017, LaVar promocionó su marca en la televisión nacional, comparándola con grandes marcas como Nike o Adidas. 
Tiempo después, la conexión de Lonzo con la marca mientras era parte del equipo de baloncesto de la UCLA, generó dudas sobre si rompía o no las reglas de la Asociación Nacional Deportiva Universitaria (NCAA). En marzo, la revista Time escribió un artículo sobre la campaña de Ball en contra de las reglas de la NCAA. El 20 de abril, George Raveling, el director de marketing deportivo de baloncesto de Nike, llamó a Ball «lo peor que le ha podido pasar al baloncesto en los últimos cien años». Como respuesta, LaVar dijo que Big Baller Brand llegaría a ser competencia de Nike. La semana siguiente, marcas como Nike, Under Armour y Adidas rechazaron patrocinar a Lonzo, según Ball.
El 4 de mayo de 2017, Big Baller Brand anunció su primer par de zapatillas, las ZO2, con un precio de 495 dólares, que serían vendidas a partir de finales de noviembre. Shaquille O'Neal criticó a Ball por el precio excesivo de las zapatillas, mientras que Dick Vitale criticó el precio citando la actuación de Lonzo contra Kentucky en el torneo NCAA. En Twitter, muchos jugadores de la NFL, como Golden Tate, también criticaron el precio de las zapatillas, mientras que otros como Arian Foster mostraron su apoyo a la marca Ball respondió, escribiendo en Twitter: «Si no puedes permitirte las ZO2, ¡NO eres un GRAN JUGADOR!» The Washington Post escribió que el estilo de venta de Ball era vergonzoso pero a la vez inteligente
El 1 de septiembre de 2017, Big Baller Brand anunció unas zapatillas exclusivas para el hijo pequeño de LaVar, LaMelo Ball, las Melo Ball 1 (MB1), con un precio de 395 dólares. El anuncio volvió a traer críticas respecto a la elegibilidad de LaMelo para jugar en la NCAA La portavoz de la NCAA, Emily James, dijo: «En términos generales, un atleta universitario, o aspirante a atleta, a quien se le paga por usar su reputación atlética o por sus habilidades pone en riesgo su elegibilidad futura en el deporte. Esto incluye aprovecharse de la venta de productos con el nombre de ese joven. Sin embargo, las reglas de la NCAA sí que permiten que los jugadores promocionen productos comerciales antes de inscribirse, siempre que no reciban dinero por ello» LaVar mostró su desprecio general a las reglas de la NCAA, diciendo que las zapatillas se iban a lanzar independientemente de si su hijo era elegible o no Tras la suspensión de LiAngelo de la UCLA, Ball creó unas zapatillas para él, las Gelo 3, el 4 de diciembre de 2017. Similares a las MB1, las Gelo 3 también tenían un precio de 395 dólares. Las zapatillas luego pasarían a llamarse G3 Lux LaVar también anunció que tanto él como su mujer también tendrían sus propias zapatillas. Las suyas fueron las LaVariccis y las de Tina fueron las Comeback, por su batalla tras un derrame cerebral sufrido en 2017.
En marzo de 2019, se reveló que su hijo mayor, Lonzo, había separado caminos con el manager Big Baller Brand y co-fundador Alan Foster, con su gerente financiero, Humble Lukanga, alegando que Foster había sido arrestado en 2002 por fraude, así como que había robado 1.5 millones de dólares a la compañía. Así pues, Lonzo dejó de utilizar las zapatillas ZO2 de Big Baller Brand para utilizar la marca Nike. LaVar luego dijo que él siempre creía en lo mejor de las personas, pero que se arrepentía de haber depositado su confianza en Foster para gestionar los asuntos empresariales de su hijo mayor. También apoyó plenamente la decisión de Lonzo de seguir adelante y hacer las cosas bien dentro de la familia tras el incidente. La familia discutió sobre cerrar la empresa cuando la situación se hizo pública.

#### Vytautas Prienai–Birštonas

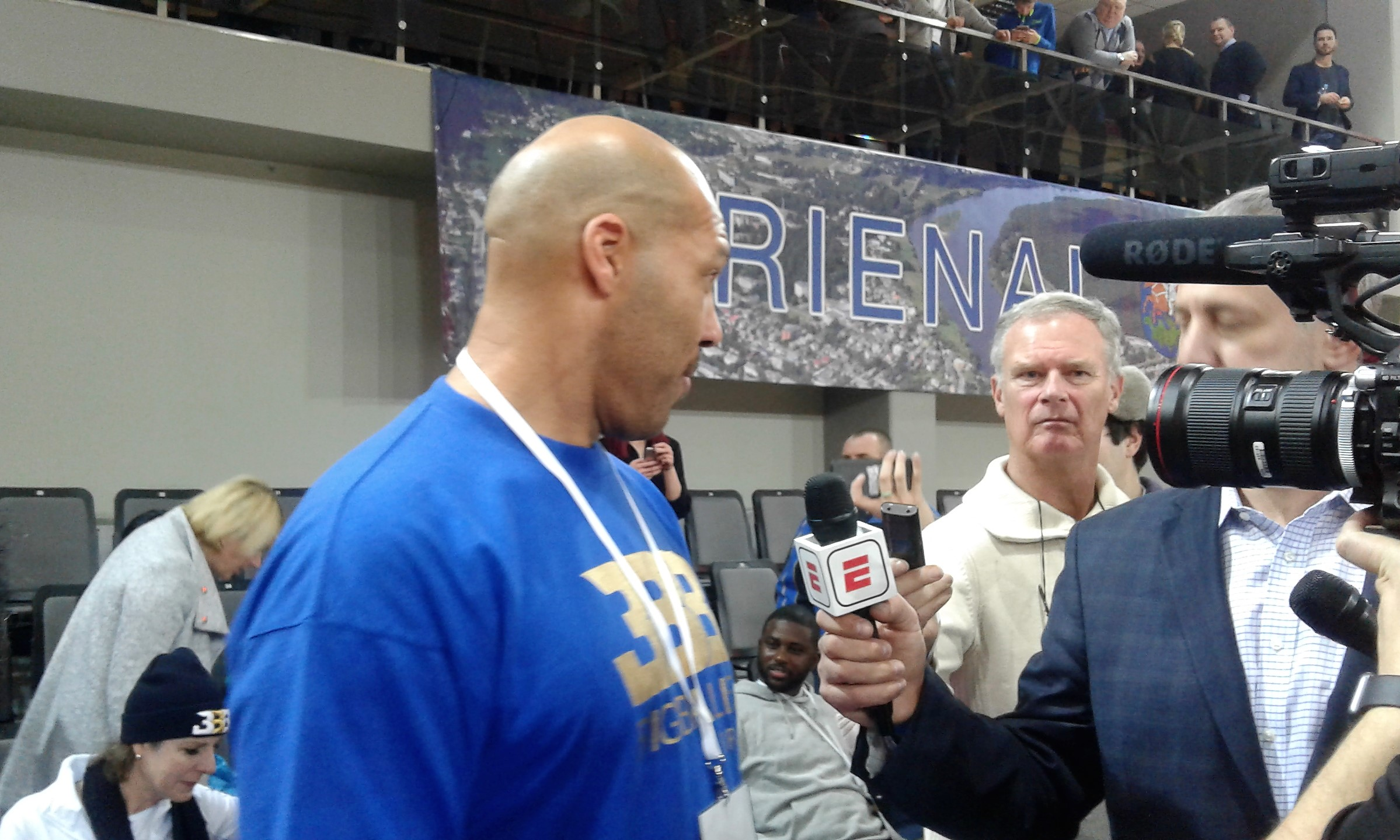
Ball (izquierda) siendo entrevistado por ESPN en enero de 2018

Después de que sus hijos LaMelo y LiAngelo comenzasen a jugar en el equipo lituano de Vytautas Prienai-Birštonas en enero de 2018, Ball empezó distintos patrocinios de Big Baller Brand con el equipo. Inmediatamente tras la llegada de los hermanos Ball en Lituania, Vytautas se salió de la Liga Báltica de Baloncesto (BBL), y, en su lugar, creó una serie de exhibición de cinco partidos para presentar a los hermanos Ball, la conocida como Big Baller Brand Challenge Games. Este evento tuvo lugar del 9 al 29 de enero, y los partidos fueron retransmitidos por Facebook. Los partidos contenían una gran publicidad de Big Baller Brand, con Business Insider comentando que la compañía era «la verdadera estrella del show». Poco después de que los hermanos Ball comenzasen a jugar de manera profesional, LaVar Ball habría dado «mucho dinero» a Vytautas para pagar sus deudas, convirtiéndose así Big Baller Brand en el patrocinador principal del equipo durante la temporada regular, que tal y como se informó después, rondaría sobre los 100 000 euros. Ball expresó su amor por la nación de Lituania, diciendo que todo en ella era puro, comenzando por su gente.
Sin embargo, durante su tiempo con Vytautas, Ball también criticó a su entrenador, Virginijus Šeškus. El 25 de abril, tras la derrota contra KK Šiauliai, Ball anunció que se llevaba a sus hijos al Draft de la NBA de 2018, quitándolos de la liga lituana. El entrenador de Vytautas, Šeškus, luego dijo que los Ball habían venido, esencialmente, «por el espectáculo, no por el baloncesto», refiriéndose al reality de Ball in the Family, y que era una pena que no hubiesen entendido los beneficios de jugar en un equipo profesional de Lituania. LaVar luego saldría a decir que el tiempo en Lituania fue exactamente lo que estaba planeado para sus hijos. Finalmente, LaVar, sus hijos LiAngelo y LaMelo, y su hermano LaValle, expresaron su agradecimiento y gratitud hacia los seguidores de Vytautas antes de irse. 
Cuando se fueron, Big Baller Brand dejó de ser el patrocinador del equipo. En agosto de 2018, el equipo lanzó un comunicado diciendo que LaVar y sus hijos fueron el problema de principios de 2018, afirmando que no pagaban el dinero a los ganadores de los torneos de Big Baller Brand, así como dejando al equipo sin apoyo financiero y llevándose las máquinas de tiro que fueron dadas como regalo.

### Asociación Júnior de Baloncesto (JBA)
El 20 de diciembre de 2017, Ball anunció que tras la creación completa de Big Baller Brand, crearía la Asociación Júnior de Baloncesto (JBA). Bajo su planificación, la liga era una alternativa al baloncesto universitario y para otros jugadores de instituto que no quisieran jugar en la universidad. Contaba con ocho equipos que jugarían en los estadios de baloncesto, como el de Los Ángeles, Dallas, Brooklyn y Atlanta. La meta era tener ochenta  jugadores distintos que participasen en la liga, pagando entre 3000 dólares y 10 000 dólares. Sus reglas eran similares a las de la NBA. Los jugadores llevarían prendas de Big Baller Brand, incluyendo los zapatos y el uniforme. El logo de la Asociación Júnior de Baloncesto era la silueta de su hijo mayor, Lonzo. La inspiración para crear la liga vino tras la situación de LiAngelo Ball en UCLA, tras su despido en diciembre. El 1 de mayo de 2018, Ball anunció que metería a su hijo LaMelo en la liga para ayudar a impulsar su carrera y ganar la reputación que perdió cuando se fue a Lituania. Tres días después, LaMelo fue anunciado como miembro de Los Angeles Ballers. LiAngelo también jugaría con su hermano pequeño tras no ser drafteado en el Draft de la NBA de 2018 y no participar en la NBA Summer League de 2018. 

## Reacciones
Muchos de las decisiones de Ball, principalmente sus comentarios en la prensa, han creado controversia alrededor suya y de sus hijos. Ha sido muy criticado por distintos portales de noticias. En 2017, Forbes lo llamó «una de las figuras más polarizadas del deporte hoy en día».
Ha sido llamado «escandaloso», «salvaje», «loco» e «idiota». Muchas figuras notables del baloncesto, incluyendo Kareem Abdul-Jabbar, han dicho que Ball tiene un efecto negativo en el deporte. Los jugadores de los Philadelphia 76ers, Joel Embiid y Ben Simmons, han atacado a Ball en redes sociales, así como lo han hecho John Wall, Kenyon Martin, Jerry West o Reggie Miller, criticando el impacto que tendría en sus hijos. Steve Kerr lo llamó «la Kardashian de la NBA». Por otro lado, estrellas de la NBA como DeMarcus Cousins, Dwyane Wade y Kevin Durant han mostrado su apoyo a LaVar.

### Acusaciones de comentarios discriminatorios
El 25 de marzo de 2017, tras la predicción de Ball de que UCLA ganaría el campeonato de la NCAA, el equipo perdió contra Kentucky en la ronda 16 del torneo, con Lonzo lesionándose. Unas semanas tras la derrota, Ball dijo, «Siendo realistas, no puedes ganar un campeonato con tres tíos blancos porque su velocidad de pies es muy lenta. Le dije a Lonzo: "En uno de estos partidos vas a tener que marcar unos 30 o 40 puntos". Resulta que ese era el partido. Luego, una vez que llegan a la Élite 8, ahí están» Se estaba refiriendo a los compañeros de equipo de su hijo, Bryce Alford, T.J Leaf y Thomas Welsh. Lonzo intentó suavizar las críticas, refiriéndose a ellas como «una broma». Brian Mazique, de Forbes, criticó los comentarios de Ball y los calificó de racistas, mientras que David Whitley, de Orlando Sentinel, dijo que eran correctos, a pesar de ser políticamente incorrectos. El actor Michael Rapaport también grabó un discurso en contra de Ball. Un día después de estos comentarios, Ball aclaró que «amaba a esos chicos», en vez de culparles por la derrota de su hijo

### Acusaciones de sexismo
El 17 de mayo de 2017, Ball apareció en el programa The Herd with Colin Cowherd, en Fox Sports, donde sus comentarios hacia la presentadora Kristina Leahy fueron vistos como sexistas. Nunca se giró hacia Leahy, hablando sólo con Colin Cowherd, al otro lado del estudio. Ball discutió con Leahy sobre si Big Baller Brand debería tener productos tanto de hombre como de mujer, asegurando que su marca no era para mujeres, y cuando Kristine le preguntó cuántas zapatillas había vendido, él le respondió: «Mantente al margen»
Durante el segmento, Leahy comentó que pensaba que Ball estaba faltando el respeto a las mujeres, y él respondió llamándola una hater por haber criticado previamente su forma de criar a sus hijos. Él también dijo: «Me asusta. No miro hacia ese lado porque ella me da miedo. Estoy pensando agresivamente. Déjame en paz»
Más tarde ese día, Leahy respondió sobre su discusión con Ball, diciendo, «Él estaba enfadado conmigo por lo que dije, y eso está completamente bien. Pero no puedes venir y faltarme el respeto y no mirarme a los ojos y amenazarme. Eso no está bien». Sin embargo, Ball negó haberla amenazado. The Washington Post reaccionó a la discusión: «LaVar Ball oficialmente ha pasado de ser excéntrico a ser detestable». New York Post marcó las declaraciones de Ball en el programa como «una bronca sexista»
Tras el incidente, Big Baller Brand empezó a vender prendas de mujer en su página web. También comenzaron a vender camisetas en las que ponía «Mantente al margen» (Stay in Yo Lane). La revista Complex llamó a esta decisión de Ball de sacar provecho con las camisetas como «su movimiento más descarado hasta el momento».
Ball volvió a recibir críticas de sexismo como entrenador del equipo Big Baller Brand Amateur Athletic Union (AUU) el 28 de julio de 2017, en el Campeonato de Verano de Adidas, en Las Vegas. Esto ocurrió cuando la árbitra que le pitó técnica fue sustituida. Tras haber pitado falta, Ball pidió a los organizadores que reemplazasen a la árbitra, con quien había discutido en otras ocasiones, y amenazó con sacar del campeonato a su equipo si no la echaban Adidas reemplazó a la árbitra con un hombre, que pitó técnica a Ball en el siguiente partido, resultando expulsado y terminando el partido de forma prematura. Tras el incidente, Ball dijo: «Es una mujer que está intentando actuar —entiendo que quiera meterse en el mundo del arbitraje. Pero pitando técnicas y faltas no es la forma de hacerlo. Sé lo que intenta decir: "Le pité una técnica a LaVar, soy fuerte". Eso no tiene nada que ver. Pita el partido sólo» Ball también dijo que la árbitra necesitaba «mantenerse al margen» y la criticó por no estar en forma física
Días después del incidente, el equipo organizador del evento, Court Club Elite, cortó lazos con Adidas. En un comunicado dijeron: «Adidas y sus dirigentes actuaron de una manera que no se corresponde con nuestros puntos de vista sobre la integridad o la profesionalidad, y ninguna de ellas debería verse comprometida como lo fue en esta situación» Adidas luego subió unas disculpas públicas, diciendo que quitar a la árbitra fue una «decisión incorrecta». Tras el partido, distintos portales de noticias y periódicos se hicieron eco de las acciones de Ball. El analista de baloncesto universitario de ESPN, Jay Bilas, escribió un artículo en el que llamaba a Ball «misógino bufón que no merece mi tiempo». Una columna en el periódico Chicago Tribune lo llamó «un Frankenstein mediático indigno de una cobertura obsesiva».
El 20 de junio de 2019, Ball apareció en el programa de ESPN, First Take, para discutir el reciente traspaso de su hijo Lonzo a los New Orleans Pelicans como parte de la vuelta de Anthony Davis. Cuando la presentadora Molly Qerim le preguntó a Ball, «¿puedo cambiar de marcha contigo porque tengo una pregunta?», Ball le respondió, «puedes cambiar de marcha conmigo siempre que quieras», lo que fue interpretado como una insinuación sexual. ESPN lanzó un comunicado más tarde diciendo que «no tienen planes futuros» de que Ball aparezca en cualquiera de sus programas de nuevo.

### Estilo de crianza
Desde que saltó a la fama, las declaraciones y las acciones de Ball han abierto debate sobre su estilo de crianza, atrayendo tanto críticas como halagos. Su método de crianza ha sido comparado con el de Richard Williams, Earl Woods y Marv Marinovich.  Aunque ha sido halagado por criar a tres jugadores profesionales de baloncesto y por tener una personalidad entretenida, Ball ha sido criticado por muchas razones The Globe and Mail criticó a LaVar por intentar «hacerse rico a base de los logros de sus hijos», llamándolo un «adicto de la atención» Ball recibió más críticas tras rechazar el contrato de 10 millones de dólares de su hijo Lonzo con Nike, Adidas o Under Armour, continuando con su compañía, Big Baller Brand.  Tras el Draft de la NBA de 2017, Ball fue visto como el potencial «equipaje» que vendría tras seleccionar a Lonzo, por sus constantes comentarios duros en la prensa. Un mánager general de la NBA anónimo condenó a Ball por poner demasiada presión sobre su hijo Lonzo Después de que Lonzo fuese seleccionado, New York Daily News calificó a LaVar como «el estúpido de la semana», por dar «garantías vacías» en vez de estar celebrando por su hijo. El 3 de octubre de 2017, después de que LaVar retirase a su hijo LaMelo del instituto Chino Hills para entrenarlo él, Nancy Armour, de USA Today, escribió un artículo llamando a Ball el «peor padre deportivo del mundo»

## Vida personal
Ball conoció a su mujer, Tina Slatinsky, en Cal State, Los Ángeles. Se casaron en 1997 y tienen tres hijos: Lonzo (n. 1997), LiAngelo (n. 1998) y LaMelo (n. 2001). Lonzo es base en los Chicago Bulls, LaMelo es base en los Charlotte Hornets, y LiAngelo es rapero.
Tanto LiAngelo como LaMelo jugaron en el Vytautas Prienai-Birštonas de la Liga Lituana de Baloncesto desde el 11 de diciembre de 2017 hasta el 25 de abril de 2018.
Su mujer Tina sufrió un derrame cerebral en 2017, dejándola con una afasia de la que se sigue recuperando.
Cuando LaMelo cumplió cuatro años, Ball empezó a entrenar a sus hijos en baloncesto. Durante un corto periodo de tiempo, Ball tuvo a sus hijos jugando al fútbol bandera, Lonzo siendo el quarterback y sus otros dos hijos cogiendo los pases

### Reality de televisión
A principios de julio de 2017, Deadline Hollywood confirmó que Facebook lanzaría un reality de la familia Ball. Sería parte de un proyecto más amplio para que el sitio web entrara en el negocio del vídeo. Unas semanas después, se anunció oficialmente el programa, llamado Ball in the Family, que se lanzaría el 31 de agosto en Facebook, y contaría con nuevos episodios todos los domingos. Fue producido por Bunim/Murray Productions, los creadores de Keeping Up with the Kardashians en E! y de The Real World en MTV.
El 15 de febrero de 2018, Ball y su hijo Lonzo aparecieron el programa Lip Sync Battle, resultando como ganador LaVar. 

### Problemas de salud
El 19 de febrero de 2025, TMZ reveló que Ball había tenido que amputarse la pierna por un «grave problema de salud». Informaron que «él estaba con ánimos y se encontraba bien» tras la operación. Posteriormente, se confirmó que había sido una infección en el pie causada por diabetes. 